# Stantonsburg
Stantonsburg é uma cidade localizada no estado norte-americano da Carolina do Norte, no Condado de Wilson.

## Demografia
Segundo o censo norte-americano de 2000, a sua população era de 726 habitantes.
Em 2006, foi estimada uma população de 710, um decréscimo de 16 (-2.2%).

## Geografia
De acordo com o United States Census Bureau tem uma área de
1,4 km², dos quais 1,4 km² cobertos por terra e 0,0 km² cobertos por água. Stantonsburg localiza-se a aproximadamente 26 m acima do nível do mar.

## Localidades na vizinhança
O diagrama seguinte representa as localidades num raio de 16 km ao redor de Stantonsburg.